# Anouchka (série télévisée)
Pour les articles homonymes, voir Anouchka.
Anouchka est un téléroman québécois en douze épisodes de 25 minutes diffusé entre le 24 octobre 1984 et le 9 janvier 1985 sur le réseau TVA.

## Distribution
- Julie Saint-Pierre : Anouchka Fouchet
- Jean Leclerc : Kim
- Colette Courtois : Thérèse
- François Cartier : Florent Fouchet
- Roger Garceau : Paul
- Geneviève Rioux : Suzette
- Kim Yaroshevskaya : Katia Fouchet
- Bernard Fortin : Étienne
- Jean Doyon : François Mayrand
- Ninon Lévesque : Gisèle
- Jacques Morin

## Fiche technique
- Scénarisation : Gérald Tassé
- Réalisation : Paul Lepage
- Société de production : Télé-Métropole

## Commentaire
Le rôle principal était initialement attribué à l'actrice acadienne Adriana Roach, qui apparaissait dans les promotions pour la série. Ayant déjà tourné quelques épisodes, Roach quitte la série pour raisons personnelles, cinq semaines avant le début de la diffusion. Elle est remplacée par Julie Saint-Pierre,.